# Hutsulka Ksenya
Hutsulka Ksenya (em ucraniano:  Гуцулка Ксеня) é um filme musical ucraniano de 2019 dirigido por Olena Demyanenko, baseado na opera de mesmo nome.

## Trama
Situado em 1939 com a ocupação da Ucrânia Ocidental, os bolcheviques permanecem várias semanas. Em Vorokhta chega um americano de origem ucraniana Yaro (Maxim Lozinsky) para se casar com uma ucraniana. Somente com essa condição, ele pode herdar a grande riqueza de seu pai. Yuro conhece Ksenia (Varvara Lushchka), o que muda seus planos.

## Grupo criativo
Roteiro — Olena Demyanenko (baseado na opereta de mesmo nome de Yaroslav Barnych).
Música — Yaroslav Barnych, Timur Polyansky e cabaré esquisito "Dakh Daughters".
Diretor de tango — Vyacheslav Grinchenko.
Direção de Olena Demianenko.
O diretor de fotografia é Dmitry Yashenkov.
Designer de produção— Yuri Larionov.
Figurinista — Nadiya Kudryavtseva.
Artista de maquiagem — Vitaly Skopelidis.
Edição — Igor Rak.
Diretor de som — Artem Mostovy.
Produtores — Olena Demyanenko e Dmytro Tomashpolsky.

## Produção

### Estimativa
Hutsulka Ksenya tornou-se um dos vencedores da nona seleção competitiva da Empresa Estatal. A parcela de financiamento Derzhkino — ₴ 23,9 milhões da estimativa total em ₴ 47,8 milhões.

### Filme
O pavilhão de filmagem ocorreu no estúdio de cinema de Kiev chamado Dovzhenko em 15 objetos especialmente construídos. As filmagens da natureza para o filme ocorreram nos Cárpatos e na região de Zhytomyr.

### Trilha sonora
Letras e músicas para a trilha sonora do filme escreveram e realizaram o Kyiv Music Group “Dakh Daughters” e outros artistas.

## Realização
O filme foi lançado em um amplo aluguel ucraniano em 7 de março de 2019, Distribuidor - B&H. O filme foi lançado na plataforma Takflix Vod em 27 de fevereiro de 2020.
A fita recebeu a aprovação dos críticos de cinema ucranianos.

### Prêmios
Em 1º de julho de 2019, o filme venceu o Grande Prêmio do festival “Mt. Fuji — Atami International Film & VR Festival”, que acontece no Japão.
No IV Golden Whirlwind Film Awards, realizado em 3 de maio de 2020, no modo de exibição online, o filme foi apresentado em nove indicações (dividindo 2-3 lugares com o filme “Meus pensamentos estão quietos” e pulando à frente do filme “ Home” – 11 indicações). Ele ganhou duas indicações - "Golden Whirlwind Award de Melhor Compositor" (Timur Polyansky, Dakh Daughters Freak Cabaret) e "Melhor Canção" ("Mermaid Mavka", Dakh Daughters Freak Cabaret).